# 富田林市立葛城中学校
富田林市立葛城中学校（とんだばやししりつ かつらぎ ちゅうがっこう）は、大阪府富田林市にある公立中学校。同市内にある富田林市立金剛中学校のマンモス化により、分離・新設された。

## 沿革
- 1980年 - 富田林市立葛城中学校として開校。

## 交通
- 南海高野線 大阪狭山市駅から徒歩約20分。
- 南海高野線 金剛駅から南海バス「葛城中学校前」バス停下車。
- 近鉄長野線 富田林駅から近鉄バス「葛城中学校前」バス停下車。